# Novecento
Novecento es una coproducción cinematográfica europea de 1976 dirigida por Bernardo Bertolucci, con Robert De Niro y Gérard Depardieu en los papeles principales, acompañados por un importante y largo reparto de consagradas estrellas cinematográficas.
La obra, que fue galardonada con el Premio Sant Jordi de 1978 a la mejor interpretación en película extranjera (Robert De Niro) y con el Premio Bodil de 1977 a la mejor película europea, narra las cinco primeras décadas del siglo XX en Italia.

## Argumento
La película comienza el 27 de enero de 1901, coincidiendo con la muerte del compositor Giuseppe Verdi (1813-1901), nacen al mismo tiempo en la hacienda Berlinghieri dos niños: Olmo Dalcò (Gérard Depardieu), de origen humilde y descendiente de trabajadores de la hacienda, y Alfredo Berlinghieri (Robert De Niro), nieto del patrón de la hacienda (Burt Lancaster).
Aunque las circunstancias del momento los enfrenten durante toda la historia, surgirá entre Olmo y Alfredo una gran amistad. La película narra los acontecimientos de relieve que ocurrieron en la Italia de la primera mitad del siglo XX. Empieza mostrándonos la situación de explotación en la que viven los campesinos de la finca, más tarde la acogida del comunismo por parte de los proletarios, luego narra el final de la Primera Guerra Mundial (1914-1918). Pero sobre todo la obra se centra en el nacimiento del fascismo, apoyado, ideado y mantenido por los grandes capitales, sobre todo poderosos terratenientes que ven cómo merma su poder ante la creciente ideología comunista.

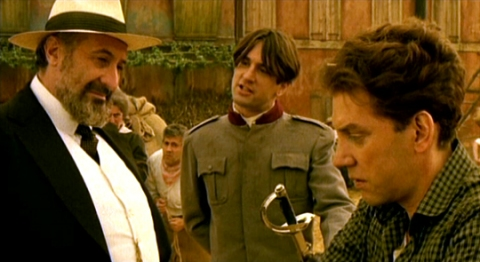
Giovanni (Rómolo Valli), Alfredo (Robert De Niro) y Attila (Donald Sutherland).

Por ello la película muestra esta ideología fascista que representa el camisa negra Attila Mellanchini (Donald Sutherland). En un principio, Attila es contratado como administrador por el dueño de la finca y nuevo patrón, Giovanni Berlinghieri, que es el padre de Alfredo y que ha heredado la finca de su padre, Alfredo Berlinghieri Senior. Sin embargo, Giovanni muere repentinamente, lo que convierte a Alfredo el joven en padrone (patrón) de la hacienda Berlinghieri.
Attila, ante la pasividad de Alfredo, comete todo tipo de abusos e injusticias con los campesinos, como agresiones y arrestos. Mientras, Ada (Dominique Sanda), la mujer de Alfredo, burguesa y bohemia, se opone inútilmente a Attila y comienza una relación de amistad con Olmo, que hace sospechar a su marido Alfredo. Hasta que un día la ira de los campesinos estalla contra Attila, por lo que Olmo tiene que huir. Los camisas negras allanan y destruyen la habitación de Olmo y en consecuencia Attila es despedido por Alfredo pero este último sufre una enorme tristeza al ver que Ada lo ha abandonado. En represalia por la humillación de Attila, los camisas negras matan a varios campesinos.
Años más tarde, con la liberación de Italia por los aliados, los campesinos armados capturan a Attila y a su mujer (la prima de Alfredo) y ejecutan al primero, así como también un joven campesino captura a Alfredo, el patrón, y lo someten a un juicio popular, convocado por Olmo, que reaparece tras haber estado escondido en la propia hacienda. Alfredo, aunque no apoyó al fascismo, es acusado de beneficiarse de las labores de los campesinos mientras que estos sufrían en la miseria. Finalmente Alfredo no es condenado a muerte sino que simplemente su figura histórica, la del padrone, queda destruida. Inmediatamente después de celebrado el juicio, el Comité de Liberación Nacional llega a la hacienda de Berlinghieri e insta a todos los trabajadores a deponer las armas, acto que cumplen puntualmente. Luego todos abandonan el lugar, izando la bandera de la hoz y el martillo. Pero Olmo se queda con una cara de insatisfacción, pues sabe que su amigo Alfredo no ha cambiado de parecer, es más, este tajantemente dice: «El patrón está vivo».
La escena desemboca en un ambiguo final.

## Comentarios
La película fue una gran epopeya de su tiempo, producida por Alberto Grimaldi. La cinta tiene un gran carácter persuasivo e ideológico; sin embargo, el excelente plantel de actores, el argumento, la fotografía de Vittorio Storaro y la música de Ennio Morricone convierten a esta película no sólo en una crónica del devenir histórico de las ideologías en la Europa del siglo XX, sino también en una obra de arte cinematográfica.[cita requerida]
En su tiempo tuvo una fría recepción de la crítica, tal vez debido a que los diversos montajes que se hicieron de la película (el original excedía las cinco horas) se proyectaron en distintos festivales internacionales, provocando el rechazo de algunos sectores especializados de la crítica que preferían alguna versión diferente. Asimismo, el público no siempre era el adecuado para una película de tantas horas de duración.
Actualmente se la considera una película de culto.

## Doblaje
La película fue doblada en España en dos ocasiones. La primera en 1978, en el estudio Parlo Films de Barcelona, bajo la dirección de José Luis Sansalvador. La segunda fue en 1992, bajo la dirección de Antonio Lara, y se realizó en el estudio Sonoblok, también en Barcelona. En esta ocasión, solo se doblaron de nuevo las voces de Robert de Niro (Pedro Molina), Gerard Depardieu (Jordi Brau) y de Burt Lancaster (José Luis Sansalvador).
| Actor original         | Personaje                                    | Doblaje 1978          | Doblaje 1992          |
| ---------------------- | -------------------------------------------- | --------------------- | --------------------- |
| Robert de Niro         | Alfredo Berlinghieri                         | Ricardo Solans        | Pedro Molina          |
| Gerard Depardieu       | Olmo Dalcò                                   | Camilo García         | Jordi Brau            |
| Burt Lancaster         | Alfredo Berlinghieri Sr.                     | José Luis Sansalvador | José Luis Sansalvador |
| Donald Sutherland      | Attila                                       | Constantino Romero    |                       |
| Dominique Sanda        | Ada Fiastri Paulhan, esposa de Alfredo       | María Luisa Solá      |                       |
| Stefania Sandrelli     | Anita Furlán, esposa de Olmo Dalcò           | Marta Angelat         |                       |
| Alida Valli            | Sra. Ida Cantarelli Pioppi                   | Marta Martorell       |                       |
| Werner Bruhns          | Ottavio Berlinghieri                         | Rogelio Hernández     |                       |
| Rómolo Valli           | Giovanni Berlinghieri                        | José María Angelat    |                       |
| Francesca Bertini      | hermana Desolata, hermana del abuelo Alfredo |                       |                       |
| Laura Betti            | Regina, hija de Amelia                       |                       |                       |
| Paulo Branco           | Orso                                         |                       |                       |
| Stefania Casini        | Neve                                         |                       |                       |
| Sterling Hayden        | Leo Dalcò, abuelo de Olmo Dalcò              |                       |                       |
| José Quaglio           | Avanzini, un propietario                     |                       |                       |
| Giácomo Rizzo          | Rigoletto, el sirviente jorobado             |                       |                       |
| Ellen Schwiers         | Amelia, hermana de Eleonora                  |                       |                       |
| Piero Vida             | fascista de la banda de Attila               |                       |                       |
| Liù Bosisio            | Nella Dalcò                                  |                       |                       |
| Carlotta Barilli       | campesina                                    |                       |                       |
| Pippo Campanini        | don Tarcisio                                 |                       |                       |
| Clara Colósimo         | mujer que Olmo acusa                         |                       |                       |
| Odoardo Dall'Aglio     | Oreste Dalcò                                 |                       |                       |
| Patrizia De Clara      | Stella                                       |                       |                       |
| Fabio Garriba          | campesino en la ejecución de Attila          |                       |                       |
| Anna María Gherardi    | Eleonora, esposa de Giovanni                 |                       |                       |
| Anna Henkel            | Anita Dalcò, hija de Olmo                    |                       |                       |
| Catherine Kosac        | Rondine                                      |                       |                       |
| Roberto Maccanti       | Olmo de niño                                 |                       |                       |
| Allen Midgette         | vagabundo que Olmo exonera                   |                       |                       |
| María Monti            | Rosina Dalcò, madre de Olmo                  |                       |                       |
| Salvatore Mureddu      | jefe de la guardia real                      |                       |                       |
| Paolo Pavesi           | Alfredo de niño                              |                       |                       |
| Ángelo Pellegrino      | sastre                                       |                       |                       |
| Antonio Piovanelli     | Turo Dalcò                                   |                       |                       |
| Mimmo Poli             | fascista en la reunión en la iglesia         |                       |                       |
| Pietro Longari Ponzoni | Pioppi                                       |                       |                       |
| Tiziana Senatore       | Regina de niña                               |                       |                       |
| Sergio Serafini        | joven fascista                               |                       |                       |